# 东中街站
东中街站（建设时期用名：小什字街站）位于辽宁省沈阳市大东区，是沈阳地铁1号线的车站，于2010年9月27日随一号线开通而启用。车站名称“东中街站”来源于车站门前的东中街步行街。

## 车站结构
本站位于小东路与小什字街交口处西侧，沿小东路布置，车站主体呈东西走向。车站形式为地下双层岛式车站，地下一层为站厅层，地下二层为站台层 ，两个站台以地下岛式站台形式分布并设有月台幕门。
本站D出入口一侧的乘客服务中心已于2017年9月8日改造为盛京通业务办理窗口，除普通地铁站能够受理的普通消费卡租卡和充值业务外，增设普通消费卡、普通月票卡、学生卡的租卡、充值、退卡业务，关爱卡充值业务及纪念车票售卖业务。此外，车站站厅层付费区外于2023年8月起设置与中国供销合作社分支机构合作的餐饮摊位，该餐饮摊位以“供销社的早餐”名义营业，实际全日提供餐食，但购买的餐食不能在付费区内食用（沈阳地铁有付费区不能饮食的相关规定，实际操作上站务员会对违规行为予以警告）。
由于小河沿早市位于本站向南约1.5公里处，因此开往本站的列车曾设置有“去往小河沿早市的乘客，请在本站下车”的广播提示，该提示现已取消并改为在十号线万莲站进行该广播提示。

### 车站楼层
本站主体站体虽为两层，但站厅层实际与中街大悦城B2层平行，唯车站两部无障碍电梯所标示楼层不一致（站厅层实际是楼体结构的B2层，而D出入口旁无障碍电梯显示的B1层只可通往中街大悦城D馆B1层，该电梯标示的B2层才是车站的站厅层）。
| 1层               | 出入口 | A、B、C、D出入口（地面或沈阳大悦城C/D馆1层）                                                            |
| B1层 （站外直梯） | 过渡层 | 往沈阳大悦城C馆B1层/D馆B1层通道                                                                         |
| B1层 （站厅）     | 站厅   | 乘客服务中心、盛京通服务窗口、自动售票机、自动售货机、安检、餐饮摊位                                    |
| B2层              | 站台   | \| \| \| █ 1号线往十三号街（中街） \| \| 島式 · 開左邊车门 \| \| \| \| \| \| █ 1号线往双马（滂江街） \| |
|                   |        | █ 1号线往十三号街（中街）                                                                               |
| 島式 · 開左邊车门 |        | |
|                   |        | █ 1号线往双马（滂江街）                                                                                 |

### 车站出口
车站设置4个出入口，A、B出入口位于小东路北侧，C、D出入口位于小东路南侧，D出入口近肯德基小什字街店商场入口处设置无障碍电梯，该部电梯也是沈阳地铁线网中唯一一部地面出口设在商场中的无障碍电梯。
本站四个出入口均设置在车站上盖商业项目中街大悦城内部或嵌入中街大悦城楼体内，均有通道连接中街大悦城，部分电扶梯也与中街大悦城使用同款并实际由中街大悦城负责维修保养，但只有B出入口内设置有明确通往中街大悦城的指示牌。
| 出口编号 | 出口指示                                        | 建议前往的目的地                                            | 照片 |
| -------- | ----------------------------------------------- | ----------------------------------------------------------- | ---- |
| 出口 · A | 小东路 路北 小什字街 路西                       | 小什字街、大悦城C馆、津桥路、大东区少年宫                   |      |
| 出口 · B | 小东路 路北 大什字街 路东 中街大悦城购物中心C馆 | 小东路（东中街步行街）、中街大悦城A馆/B馆/C馆、中街吾悦广场 |      |
| 出口 · C | 小东路 路南 大什字街 路东                       | 东中街步行街、中街大悦城D馆、中街大悦城E馆、大什字街        |      |
| 出口 · D | 小东路 路南 小什字街 路西                       | 小什字街、中街大悦城D馆、中街公合巷、南华中环广场、天龙家园 |      |

## 利用状况
本站开放运营初期由于东中街步行街和中街大悦城C馆/D馆工程尚未竣工，因此客流稀少。但后期随着中街大悦城的全面开业以及小东路正式改造为全封闭形式的东中街步行街，来本站购物的乘客量急剧上升，客流量相对较大，每逢节假日还需要进行一定的客流管控。

## 接驳交通
| 大悦城东（站位位于小什字街，A出入口旁） \| 编号 \| 编号 \| 线路 \| 线路 \| 线路 \| 收费 \| 运营商 \| 备注 \| \| ---- \| ------- \| -------------- \| ---- \| -------------- \| ---- \| ------------ \| -------- \| \| \| 107 \| 东方御景 \| ⇆ \| 龙之梦亚太城 \| 2元 \| 客运一分 \| \| \| \| 147 \| 工业博物馆 \| ⇆ \| 莲花街万柳塘路 \| 2元 \| 安运公交 \| \| \| \| 151 \| 劳动路榆林大街 \| ⇆ \| 大西门 \| 2元 \| 安运公交 \| \| \| \| 173 \| 龙之梦亚太城 \| ⇆ \| 长白苑 \| 2元 \| 通利公司 \| \| \| \| 259 \| 榆林南路柳林街 \| ⇆ \| 文萃路丰乐一街 \| 2元 \| 地铁巴士南区 \| \| \| \| 273 \| 观泉路东望东街 \| ⇆ \| 市第六医院 \| 2元 \| 地铁公交 \| \| \| \| 275 \| 古城子 \| ⇆ \| 龙之梦亚太城 \| 2元 \| 客运一分 \| \| \| \| 275支线 \| 保利达翠堤湾 \| ⇆ \| 龙之梦亚太城 \| 2元 \| 客运一分 \| \| \| \| V126 \| 祝科街浑南中路 \| ⇆ \| 龙之梦亚太城 \| 2元 \| 客运二分 \| 定时班车 \| |         |                |      |                |      |              |          |
| 编号 | 编号    | 线路           | 线路 | 线路           | 收费 | 运营商       | 备注     |
| | 107     | 东方御景       | ⇆    | 龙之梦亚太城   | 2元  | 客运一分     |          |
| | 147     | 工业博物馆     | ⇆    | 莲花街万柳塘路 | 2元  | 安运公交     |          |
| | 151     | 劳动路榆林大街 | ⇆    | 大西门         | 2元  | 安运公交     |          |
| | 173     | 龙之梦亚太城   | ⇆    | 长白苑         | 2元  | 通利公司     |          |
| | 259     | 榆林南路柳林街 | ⇆    | 文萃路丰乐一街 | 2元  | 地铁巴士南区 |          |
| | 273     | 观泉路东望东街 | ⇆    | 市第六医院     | 2元  | 地铁公交     |          |
| | 275     | 古城子         | ⇆    | 龙之梦亚太城   | 2元  | 客运一分     |          |
| | 275支线 | 保利达翠堤湾   | ⇆    | 龙之梦亚太城   | 2元  | 客运一分     |          |
| | V126    | 祝科街浑南中路 | ⇆    | 龙之梦亚太城   | 2元  | 客运二分     | 定时班车 |

| 编号 | 编号    | 线路           | 线路 | 线路           | 收费 | 运营商       | 备注     |
| ---- | ------- | -------------- | ---- | -------------- | ---- | ------------ | -------- |
|      | 107     | 东方御景       | ⇆    | 龙之梦亚太城   | 2元  | 客运一分     |          |
|      | 147     | 工业博物馆     | ⇆    | 莲花街万柳塘路 | 2元  | 安运公交     |          |
|      | 151     | 劳动路榆林大街 | ⇆    | 大西门         | 2元  | 安运公交     |          |
|      | 173     | 龙之梦亚太城   | ⇆    | 长白苑         | 2元  | 通利公司     |          |
|      | 259     | 榆林南路柳林街 | ⇆    | 文萃路丰乐一街 | 2元  | 地铁巴士南区 |          |
|      | 273     | 观泉路东望东街 | ⇆    | 市第六医院     | 2元  | 地铁公交     |          |
|      | 275     | 古城子         | ⇆    | 龙之梦亚太城   | 2元  | 客运一分     |          |
|      | 275支线 | 保利达翠堤湾   | ⇆    | 龙之梦亚太城   | 2元  | 客运一分     |          |
|      | V126    | 祝科街浑南中路 | ⇆    | 龙之梦亚太城   | 2元  | 客运二分     | 定时班车 |

| 编号 | 编号 | 线路             | 线路 | 线路           | 收费 | 运营商       | 备注 |
| ---- | ---- | ---------------- | ---- | -------------- | ---- | ------------ | ---- |
|      | 150  | 三菱发动机厂北门 | ⇆    | 大悦城         | 2元  | 客运二分     |      |
|      | 250  | 王家湾街南       | ⇆    | 北站北广场     | 2元  | 地铁公交     |      |
|      | 259  | 榆林南路柳林街   | ⇆    | 文萃路丰乐一街 | 2元  | 地铁巴士南区 |      |
|      | 273  | 观泉路东望东街   | ⇆    | 市第六医院     | 2元  | 地铁公交     |      |
|      | 286  | 万科新榆公馆东门 | ⇆    | 龙之梦亚太城   | 2元  | 地铁巴士南区 |      |

! style="background:#CCCCCC;" |註釋
|-
|style="font-size:85%; text-align:left;" |
- 107路、275路、275支线龙之梦亚太城方向只停靠“大悦城东”站位北向站台（107路及275路可在本站上车后前往东方御景及古城子方向）
259路文萃路丰乐一街方向、273路市第六医院方向只停靠该站南向站台。
- 259路榆林南路柳林街方向、273路观泉路东望东街方向只停靠“大悦城”站位北向站台。

|-

## 历史
- 2010年9月27日 - 本站随1号线开通启用。